# Problema dell'ultimo miglio
In telecomunicazioni il problema dell'ultimo miglio (noto in inglese come last mile problem) è il calo di risorse del canale che si ha in una rete nella parte finale di attacco all'utente cioè nella rete di accesso.
Per il teorema di Shannon-Hartley, la capacità di canale di una linea varia in maniera direttamente proporzionale alla banda B e varia come il logaritmo in base due del rapporto della potenza del segnale sulla potenza del rumore ovvero il SNR:
{\displaystyle \ C=B\cdot \log _{2}\left(1+{P_{s} \over P_{n}}\right)}
Quando alla rete vi sono fisicamente connessi un numero n di host abbastanza grande, il disturbo elettromagnetico tra i cavi vicini (near-end crosstalk o diafonia) fa alzare la potenza del rumore e quindi diminuire la capacità del canale.
Il problema è particolarmente sentito nei cablaggi in rame, mentre in un cablaggio in fibra ottica esso è perfettamente risolto, motivo per cui è auspicabile una rete di accesso in fibra oltre a quella già esistente per la rete di trasporto.